# Putc
putcは、C言語の標準入出力ヘッダー <stdio.h> で宣言されている関数。第1引数で指定された文字を、unsigned char型に変換し、第2引数で指定された出力ファイルストリームに出力する。呼称はプットシーと呼ばれることが多い。
整数型（int型）の返却値を持ち、出力に成功した場合は出力した文字を、出力に失敗した場合はEOFを返却する。
なお、putc関数はfputc関数と等価であるが、putcはマクロとして実装することも許されており、その場合には第2引数を2回以上評価する可能性がある。そのため、出力ストリームを指定する第2引数は副作用を伴う式であってはならない。また、マクロ実装であった場合は関数へのポインタを取得できない。

## 形式
```
#include
 
<stdio.h>

int
 
putc
(
int
 
c
,
 
FILE
 
*
stream
);

```

putcharは、putcの第2引数streamに標準出力stdoutを指定した場合、すなわちputc(c, stdout)と等価である。